# Thirty Years of Maximum R&B
Thirty Years of Maximum R&B es una caja recopilatoria del grupo británico The Who, publicado por la compañía discográfica Polydor Records en julio de 1994. El set, que incluyó cuatro discos compactos, resume la carrera del grupo desde sus primeros años, en los que fueron conocidos como The High Numbers, hasta la versión de la canción de Elton John «Saturday Night's Alright for Fighting». Además de canciones conocidas, la caja incluyó rarezas, entrevistas, comerciales y sketches. Un video titulado Thirty Years of Maximum R&B Live fue también publicado el mismo año.
El álbum alcanzó el puesto 48 en la lista británica UK Albums Chart y fue certificado como disco de oro por la RIAA al superar el medio millón de copias vendidas en los Estados Unidos.

## Lista de canciones
Todas las canciones escritas y compuestas por Pete Townshend excepto donde se anota. 
| Disco uno |                                                                                                 |                                                           |          |  |
| N.º       | Título                                                                                          | Escritor(es)                                              | Duración |  |
| 1.        | «Pete Dialogue» (En directo, Long Beach Arena, 10 de diciembre de 1971)                         |                                                           | 0:21     |  |
| 2.        | «I'm the Face» (Como The High Numbers)                                                          | Peter Meaden                                              | 2:27     |  |
| 3.        | «Here 'Tis» (Como The High Numbers)                                                             | Ellas McDaniel                                            | 2:08     |  |
| 4.        | «Zoot Suit» (Como The High Numbers)                                                             | Peter Meaden                                              | 1:57     |  |
| 5.        | «Leaving Here»                                                                                  | Holland-Dozier-Holland                                    | 2:47     |  |
| 6.        | «I Can't Explain»                                                                               |                                                           | 2:03     |  |
| 7.        | «Anyway, Anyhow, Anywhere» (Grabado el 24 de mayo de 1965 para la BBC en Aeolian Hall, Londres) | Pete Townshend, Roger Daltrey                             | 2:38     |  |
| 8.        | «Daddy Rolling Stone»                                                                           | Otis Blackwell                                            | 2:49     |  |
| 9.        | «My Generation»                                                                                 |                                                           | 3:17     |  |
| 10.       | «The Kids Are Alright»                                                                          |                                                           | 3:05     |  |
| 11.       | «The Ox»                                                                                        | Pete Townshend, Keith Moon, John Entwistle, Nicky Hopkins | 3:37     |  |
| 12.       | «A Legal Matter»                                                                                |                                                           | 2:46     |  |
| 13.       | «Pete Dialogue» (En directo, Universidad de Leeds, 1970)                                        |                                                           | 0:57     |  |
| 14.       | «Substitute» (En directo, Universidad de Leeds, 1970)                                           |                                                           | 2:08     |  |
| 15.       | «I'm a Boy»                                                                                     |                                                           | 2:36     |  |
| 16.       | «Disguises»                                                                                     |                                                           | 3:20     |  |
| 17.       | «Happy Jack Jingle» (Previamente inédito)                                                       |                                                           | 0:31     |  |
| 18.       | «Happy Jack»                                                                                    |                                                           | 2:11     |  |
| 19.       | «Boris the Spider»                                                                              | John Entwistle                                            | 2:27     |  |
| 20.       | «So Sad About Us»                                                                               |                                                           | 2:59     |  |
| 21.       | «A Quick One, While He's Away» (En directo, The Rolling Stones Rock 'n' Roll Circus, 1968)      |                                                           | 9:39     |  |
| 22.       | «Pictures of Lily»                                                                              |                                                           | 2:43     |  |
| 23.       | «Early Morning Cold Taxi» (Previamente inédita)                                                 | Dave "Cy" Langston, Roger Daltrey                         | 3:03     |  |
| 24.       | «Coke 2**» (Previamente inédita)                                                                |                                                           | 0:48     |  |
| 25.       | «(This Could Be) The Last Time»                                                                 | Mick Jagger, Keith Richards                               | 2:59     |  |
| 26.       | «I Can't Reach You»                                                                             |                                                           | 3:03     |  |
| 27.       | «Girl's Eyes» (Previamente inédita)                                                             | Keith Moon                                                | 3:06     |  |
| 28.       | «Bag O'Nails» (Previamente inédita)                                                             |                                                           | 0:05     |  |
| 29.       | «Call Me Lightning»                                                                             |                                                           | 2:20     |  |

| Disco dos |                                                             |                               |          |  |
| N.º       | Título                                                      | Escritor(es)                  | Duración |  |
| 1.        | «Rotosound Strings»                                         |                               | 0:06     |  |
| 2.        | «I Can See for Miles»                                       |                               | 4:14     |  |
| 3.        | «Mary Anne with the Shaky Hand»                             |                               | 2:07     |  |
| 4.        | «Armenia City in the Sky»                                   | Speedy Keen                   | 3:13     |  |
| 5.        | «Tattoo»                                                    |                               | 2:41     |  |
| 6.        | «Our Love Was»                                              |                               | 3:06     |  |
| 7.        | «Rael 1»                                                    |                               | 5:42     |  |
| 8.        | «Rael 2» (Previamente inédita)                              |                               | 0:52     |  |
| 9.        | «Track Records/Premier Drums» (Previamente inédita)         |                               | 0:31     |  |
| 10.       | «Sunrise»                                                   |                               | 3:03     |  |
| 11.       | «Russell Harty Dialogue» (Previamente inédita)              |                               | 0:21     |  |
| 12.       | «Jaguar» (Previamente inédita)                              |                               | 2:03     |  |
| 13.       | «Melancholia» (Previamente inédita)                         |                               | 3:18     |  |
| 14.       | «Fortune Teller»                                            | Naomi Neville                 | 2:18     |  |
| 15.       | «Magic Bus»                                                 |                               | 3:16     |  |
| 16.       | «Little Billy»                                              |                               | 2:16     |  |
| 17.       | «Dogs»                                                      |                               | 3:01     |  |
| 18.       | «Overture»                                                  |                               | 3:53     |  |
| 19.       | «The Acid Queen»                                            |                               | 3:33     |  |
| 20.       | «Abbie Hoffman Incident» (En directo, Woodstock, 1969)      |                               | 0:16     |  |
| 21.       | «Sparks» (En directo, Woodstock, 1969)                      |                               | 3:53     |  |
| 22.       | «Pinball Wizard»                                            |                               | 3:00     |  |
| 23.       | «I'm Free»                                                  |                               | 2:38     |  |
| 24.       | «See Me, Feel Me» (En directo, Universidad de Leeds, 1970)  |                               | 3:31     |  |
| 25.       | «Heaven and Hell»                                           | John Entwistle                | 3:33     |  |
| 26.       | «Pete Dialogue» (En directo, Universidad de Leeds, 1970)    |                               | 0:36     |  |
| 27.       | «Young Man Blues» (En directo, Universidad de Leeds, 1970)  | Mose Allison                  | 4:38     |  |
| 28.       | «Summertime Blues» (En directo, Universidad de Leeds, 1970) | Eddie Cochran, Jerry Capehart | 3:22     |  |

| Disco tres |                                                               |                |          |  |
| N.º        | Título                                                        | Escritor(es)   | Duración |  |
| 1.         | «Shakin' All Over» (En directo, Universidad de Leeds, 1970)   | Fred Heath     | 4:06     |  |
| 2.         | «Baba O'Riley»                                                |                | 4:56     |  |
| 3.         | «Bargain» (En directo, San Francisco Civic Auditorium, 1971)  |                | 4:54     |  |
| 4.         | «Pure and Easy»                                               |                | 5:10     |  |
| 5.         | «The Song Is Over»                                            |                | 6:09     |  |
| 6.         | «Studio Dialogue» (Who's Next Sessions; previamente inédita)  |                | 0:47     |  |
| 7.         | «Behind Blue Eyes»                                            |                | 3:39     |  |
| 8.         | «Won't Get Fooled Again»                                      |                | 8:30     |  |
| 9.         | «The Seeker»                                                  |                | 3:21     |  |
| 10.        | «Bony Moronie» (En directo, Young Vic Theater, Londres, 1971) | Larry Williams | 3:18     |  |
| 11.        | «Let's See Action»                                            |                | 3:54     |  |
| 12.        | «Join Together»                                               |                | 4:22     |  |
| 13.        | «Relay»                                                       |                | 4:00     |  |
| 14.        | «The Real Me»                                                 |                | 3:29     |  |
| 15.        | «5.15»                                                        |                | 4:18     |  |
| 16.        | «Bell Boy»                                                    |                | 4:54     |  |
| 17.        | «Love, Reign o'er Me»                                         |                | 4:51     |  |

| Disco cuatro |                                                                       |                           |          |  |
| N.º          | Título                                                                | Escritor(es)              | Duración |  |
| 1.           | «Long Live Rock»                                                      |                           | 3:54     |  |
| 2.           | «Life with the Moons» (Previamente inédita)                           |                           | 1:43     |  |
| 3.           | «Naked Eye» (En directo, Young Vic Theatre, Londres, 1971)            |                           | 5:00     |  |
| 4.           | «University Challenge» (Previamente inédita)                          |                           | 0:30     |  |
| 5.           | «Slip Kid»                                                            |                           | 4:09     |  |
| 6.           | «Poetry Cornered» (Previamente inédita)                               |                           | 0:39     |  |
| 7.           | «Dreaming from the Waist» (En directo, Swansea Football Ground, 1976) |                           | 4:08     |  |
| 8.           | «Blue Red and Grey»                                                   |                           | 2:45     |  |
| 9.           | «Life with the Moons 2» (Previamente inédita)                         |                           | 0:46     |  |
| 10.          | «Squeeze Box»                                                         |                           | 2:39     |  |
| 11.          | «My Wife» (En directo, Swansea Football Stadium, 1976)                | John Entwistle            | 4:14     |  |
| 12.          | «Who Are You»                                                         |                           | 5:00     |  |
| 13.          | «Music Must Change»                                                   |                           | 4:36     |  |
| 14.          | «Sister Disco»                                                        |                           | 4:19     |  |
| 15.          | «Guitar and Pen»                                                      |                           | 5:48     |  |
| 16.          | «You Better You Bet»                                                  |                           | 5:33     |  |
| 17.          | «Eminence Front»                                                      |                           | 5:26     |  |
| 18.          | «Twist and Shout» (En directo, Shea Stadium, Nueva York, 1982)        | Bert Russell, Phil Medley | 3:01     |  |
| 19.          | «I'm a Man» (En directo, Radio City Music Hall, Nueva York, 1989)     | McDaniel                  | 6:11     |  |
| 20.          | «Pete Dialogue» (En directo, Fillmore West, San Francisco, 1969)      |                           | 0:37     |  |
| 21.          | «Saturday Night's Alright (For Fighting)»                             | Elton John, Bernie Taupin | 4:33     |  |

## Personal
The Who
- Roger Daltrey: voz, armónica, guitarra y percusión
- Kenney Jones: batería en "The Real Me", "You Better You Bet", "Eminence Front" y "Twist and Shout"
- John Entwistle: bajo, trompa, piano y voz
- Keith Moon: batería y voz en "Bell Boy" y "Girl's Eyes"
- Pete Townshend: guitarra, sintetizador, piano, órgano y voz

Otros músicos
- Jon Astley: batería en "Saturday Night's Alright (For Fighting)"
- Steve "Boltz" Bolton: segunda guitarra en "I'm a Man"
- John "Rabbit" Bundrick: teclados en "The Real Me" y "I'm a Man"
- Jody Linscott: percusión en "I'm a Man"
- Simon Phillips: batería en "I'm a Man"